# San Patricio (Texas)
San Patricio es una ciudad ubicada en el condado de San Patricio en el estado estadounidense de Texas. En el Censo de 2010 tenía una población de 395 habitantes y una densidad poblacional de 39,24 personas por km².

## Historia
Fue fundada en 1829 por doscientos colonos católicos irlandeses, cuando la zona era parte del estado mexicano de Coahuila y Texas.
Durante la Independencia de Texas se produjo el 27 de febrero de 1836 una batalla en sus inmediaciones.

## Geografía
San Patricio se encuentra ubicada en las coordenadas 27°59′4″N 97°46′13″O / 27.98444, -97.77028. Según la Oficina del Censo de los Estados Unidos, San Patricio tiene una superficie total de 10.07 km², de la cual 9.97 km² corresponden a tierra firme y (1%) 0.1 km² es agua.

## Demografía
Según el censo de 2010, había 395 personas residiendo en San Patricio. La densidad de población era de 39,24 hab./km². De los 395 habitantes, San Patricio estaba compuesto por el 91.39% blancos, el 1.27% eran afroamericanos, el 0.25% eran amerindios, el 0% eran asiáticos, el 1.01% eran isleños del Pacífico, el 5.32% eran de otras razas y el 0.76% pertenecían a dos o más razas. Del total de la población el 49.87% eran hispanos o latinos de cualquier raza.